# Josef Deimer

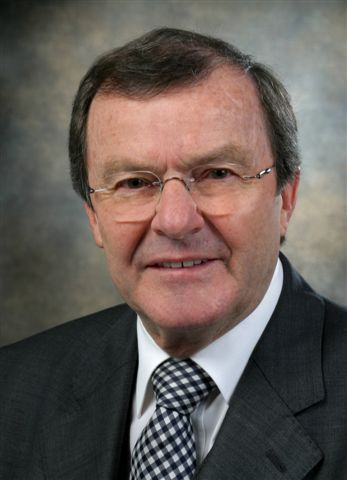
Josef Deimer (2003)

Josef Deimer (* 29. Mai 1936 in Landshut) ist ein deutscher Landes- und Kommunalpolitiker der CSU. Er war 35 Jahre Oberbürgermeister von Landshut.
Der Diplom-Ingenieur (FH) war 1966 bis 1970 Abgeordneter im Bayerischen Landtag, zwischen 1982 und 1999 Mitglied des Bayerischen Senats und vom 1. Januar 1970 bis 31. Dezember 2004 und damit zunächst der jüngste und dann der dienstälteste Oberbürgermeister in der Bundesrepublik. Seit 1975 war er Vorsitzender des Bayerischen Städtetags, seit 1994 auch stellvertretender Präsident des Deutschen Städtetages.

## Leben und Wirken
Josef Deimer wuchs als jüngstes von fünf Kindern im Landshuter Arbeiterviertel Achdorf auf. Sein Vater verstarb früh.
Als unkonventioneller Vordenker profilierte sich der CSU-Politiker auf der Grundlage der christlichen Soziallehre. Die unmittelbare Nachbarschaft zu den Kernkraftwerken Isar I und Isar II bestärkte ihn in seiner Überzeugung: „Für mich ist es eine ethische Frage: Wir können nicht Tausende von Generationen mit der Bewahrung von Plutonium beschäftigen.“ So bezeichnete er auch die Wiederaufarbeitungsanlage Wackersdorf als unrentabel, lange bevor die Energiewirtschaft selbst das Projekt kappte.
Für seine Zivilcourage erhielt er 1989 die Münchner Ludwig-Thoma-Medaille für Zivilcourage in der Öffentlichkeit, kurz bevor Thomas nationalkonservative Haltung, seine antisemitischen Parolen und antisozialistische Polemik bekannt wurde, woraufhin 1990 die Vergabe der Medaille eingestellt wurde. Gewürdigt wurde er als „ein Politiker von der Art, nach der alle Welt ruft – bürgernah, mutig, ein eigenständiger und konsequenter Verfechter moralisch begründeter Überzeugung.“
In der CSU galt er als Rebell. Der aufmüpfige OB und Senator legte sich mit Ministerpräsidenten und Ministern an, wenn es galt, Landshut als Kleinod gotischer Baukunst zur Musterstadt zu entwickeln. Seine Glaubwürdigkeit als Politiker unterstreichen seine Wahlergebnisse. Sechsmal erhielt er mit Stimmenanteilen bis zu 83,6 Prozent gegen jeweils mehrere Gegenkandidaten das Vertrauen der Bürger. 30 Jahre lang amtierte er  als Vorsitzender des bayerischen Städtetages. Am 1. Januar 2005 ging er nach 35 Dienstjahren als OB in den Ruhestand. Am 1. Juni 2006 wurde Josef Deimer zum Ehrenbürger der Stadt Landshut ernannt. Zwei Jahre später wurde der Hofberg-Tunnel zur Verkehrsberuhigung der historischen Altstadt, den er erkämpft hatte, nach ihm in Josef-Deimer-Tunnel umbenannt.
Am Samstag, dem 28. Mai 2016, richtete die Stadt Landshut zum 80. Geburtstag für den Altoberbürgermeister und geladene Gäste einen Festakt im Rathausprunksaal aus. Im Anschluss an das Grußwort von Oberbürgermeister Hans Rampf hielt Ministerpräsident Horst Seehofer die Festrede.

## Aufgaben und Verpflichtungen (Auswahl)
- 1966–1970: Stimmkreisabgeordneter im Bayerischen Landtag
- 1970–1974: Präsidium (Landesschriftführer) der CSU
- 1970–2004: Oberbürgermeister der Stadt Landshut
- 1973–2005: Ehrenamtlicher 1. Vorsitzender des Regionalen Planungsverbandes Landshut
- 1975–2005: Ehrenamtlicher 1. Vorsitzender des Bayerischen Städtetages
- 1979–2014: Präsident des Bayerischen Volkshochschulverbandes
- 1982–1999: Mitglied des Bayerischen Senats
- 1984–2005: Mitglied des Präsidiums des Deutschen Städtetages
- 1989–1993: Mitglied  des Exekutivausschusses des Weltverbandes der Kommunen (I.U.L.A.)
- 1994–2005: Stellvertreter des Präsidenten des Deutschen Städtetages
- 1980–1982 und 1998–2007: Mitglied des Rundfunkrats im Bayerischen Rundfunk
- Mitglied im Kuratorium der Akademie für Politische Bildung Tutzing

## Ehrungen und Auszeichnungen (Auswahl)
- 1979: Bayerischer Verdienstorden
- 1985: Landesentwicklungsmedaille
- 1986: Verdienstkreuz am Bande des Verdienstordens der Bundesrepublik Deutschland
- 1989: Denkmalschutzmedaille des Freistaates Bayern
- 1989: Ludwig-Thoma-Medaille der Landeshauptstadt München
- 1990: Umweltmedaille des Freistaates Bayern
- 1991: Medaille für besondere Verdienste um die kommunale Selbstverwaltung in Gold
- 1993: Verdienstkreuz 1. Klasse des Verdienstordens der BRD
- 1995: Steckkreuz für besondere Verdienste um das Bayerische Rote Kreuz
- 1996: Bayerische Staatsmedaille für soziale Verdienste
- 1996: Ehrensenator der Fachhochschule Landshut
- 1996: Ehrennadel in Gold der Bundesvereinigung der Lebenshilfe
- 1999: Großes Verdienstkreuz des Verdienstordens der Bundesrepublik Deutschland
- 2000: Goldener Ehrenring der Stadt Landshut
- 2000: Carl-Orff-Medaille des Bayerischen Musikschulverbandes
- 2002: Bayerische Verfassungsmedaille in Gold
- 2005: Ehrenvorsitzender des Bayerischen Städtetages
- 2005: Ehrenmitglied des Deutschen Städtetages
- 2005: Hans-Böckler-Preis des DGB Bayern
- 2006: Ehrenbürger der Stadt Landshut
- 2007: Josef-Deimer-Tunnel
- 2014: Ehrenpräsident des Bayerischen Volkshochschulverbandes

## Ehrungen (international)
- 1993: Bürgermedaille der Stadt Radovlijica in Slowenien
- 1994: Italienischer Orden Ufficiale nell’ Ordine al Merito
- 1994: Französischer Orden Officier dans L’Ordre National du Merite
- 1994: Premio Capo Circeo (Ass. Italo Germanica)
- 1994: Orden der Republik Chile Bernardo O’Higgins (Komtur)
- 2002: Medaille des Französischen Senats
- 2002: Ehrenbürgerschaft der Stadt Sibiu (Hermannstadt) in Rumänien
- 2004: Ehrenbürgerschaft der Stadt Schio in Italien
- 2007: Ehrenring der Stadt Ried im Innkreis, Österreich

## Veröffentlichungen und Beiträge (Auswahl)
- LANDSHUT – Ein Stadtleben – Josef Deimer u. Ursula Weger. Verlag Friedrich Pustet, ISBN 978-3-7917-2548-2.
- Das Nest im Kopf – Josef Deimer und die Kommunalpolitik. Arcos Verlag, ISBN 3-935339-16-X.
- Der Landshuter Hofbergtunnel. Herausgegeben von der Stadt Landshut, 1999, ISBN 3-927612-10-3.
- Reform öffentlicher Leistungen. Nomos-Verlag, ISBN 3-7890-0405-7.
- Anti – Bürokratie. MGV-Verlag, ISBN 3-478-05470-2.
- Handbuch für Stadt- und Gemeinderäte. Rehm-Verlag, ISBN 3-8073-0248-4.
- Wege aus der Wohnungsnot. Serie Piper – aktuell, ISBN 3-492-11277-3.
- Neue Wege in der Kommunalpolitik. Jehle-Verlag, ISBN 3-7825-0411-9.
- Controlling öffentlicher Einrichtungen. Verlag Schäffer und Pöschel, ISBN 3-7910-1156-1.

## Belege
1. ↑  Wolfgang Wittl Landshut: Landshut: Josef Deimer: Ein Gigant, wie ihn die CSU heute vermisst. In: sueddeutsche.de. ISSN 0174-4917 (sueddeutsche.de [abgerufen am 4. Juni 2016]).
2. ↑  SCHRIFTSTELLER: Aus dem Vollen. In: Der Spiegel. Nr. 34, 1989 (online).

* 1943 bis Kriegsende vertreten durch Rechtsrat Josef Uhlmann
| Personendaten    | Personendaten                  |
| ---------------- | ------------------------------ |
| NAME             | Deimer, Josef                  |
| KURZBESCHREIBUNG | deutscher Politiker (CSU), MdL |
| GEBURTSDATUM     | 29. Mai 1936                   |
| GEBURTSORT       | Landshut                       |